# Quận Todd, Minnesota
Quận Todd là một quận Minnesota, Hoa Kỳ. Dân số năm 2010 là 24,895 người. Quận lỵ nằm ở Long Prairie.

## Lịch sử
Quận Todd được thành lập ngày 20 tháng 2 năm 1855. Tên quận được đặt theo John Blair Smith Todd.

## Địa lý
Theo Cục Thống kê Dân số Hoa Kỳ, quận có diện tích tổng cộng 2538 km², trong đó có 90.7 km² là diện tích mặt nước.

### Đường cao tốc
- Interstate 94
- U.S. Highway 10
- U.S. Highway 52
- U.S. Highway 71
- Minnesota State Highway 27
- Minnesota State Highway 28
- Minnesota State Highway 210
- Minnesota State Highway 287